# Tashkent City
Tashkent City (uzb. "Tashkent City" xalqaro biznes markazi, "Tashkent City" IBC) – centrum biznesowe w Taszkencie, budowa którego rozpoczęła się w 2018 roku i trwa do dziś. Kompleks znajduje się w centrum miasta, w dzielnicy Shayxontoxur, pomiędzy ulicami: Alisher Navoi, Olmazor, Furkat i Aleją Islama Karimowa. Główną ideą Tashkent City jest połączenie biurowców biznesowych, apartamentów mieszkalnych i strefy rekreacyjnej. 
Budowa prowadzona jest na terenie wcześniej zburzonej dzielnicy jednorodzinnych domów mieszkalnych, nazywanych po uzbecku "mahalla", na obszarze o łącznej powierzchni 80 ha. To największy projekt budowlany w Uzbekistanie. Budowa kompleksu prowadzona jest przy wsparciu finansowym inwestorów prywatnych. 

## Obiekty
- Gardens Residence
- Central Plaza - Pierwszy hotel w Uzbekistanie pod marką Park Inn by Radisson[5].
- Hyper Partners Center - Największe centrum handlowe w Uzbekistanie.
- Nest One - Najwyższy budynek w Uzbekistanie[6].
- Congress-hall i Hotel Hilton - Pierwszy hotel w Uzbekistanie pod marką Hilton.
- Financial center - Największe centrum finansowe w Uzbekistanie.
- Boulevard Residence
- Tashkent City Park - Największy park rekreacyjny w Uzbekistanie (18 ha) z największą fontanną w kraju. Na terenie parku również znajduje się Muzeum Figur Woskowych[7][8][9][10].

## Galeria

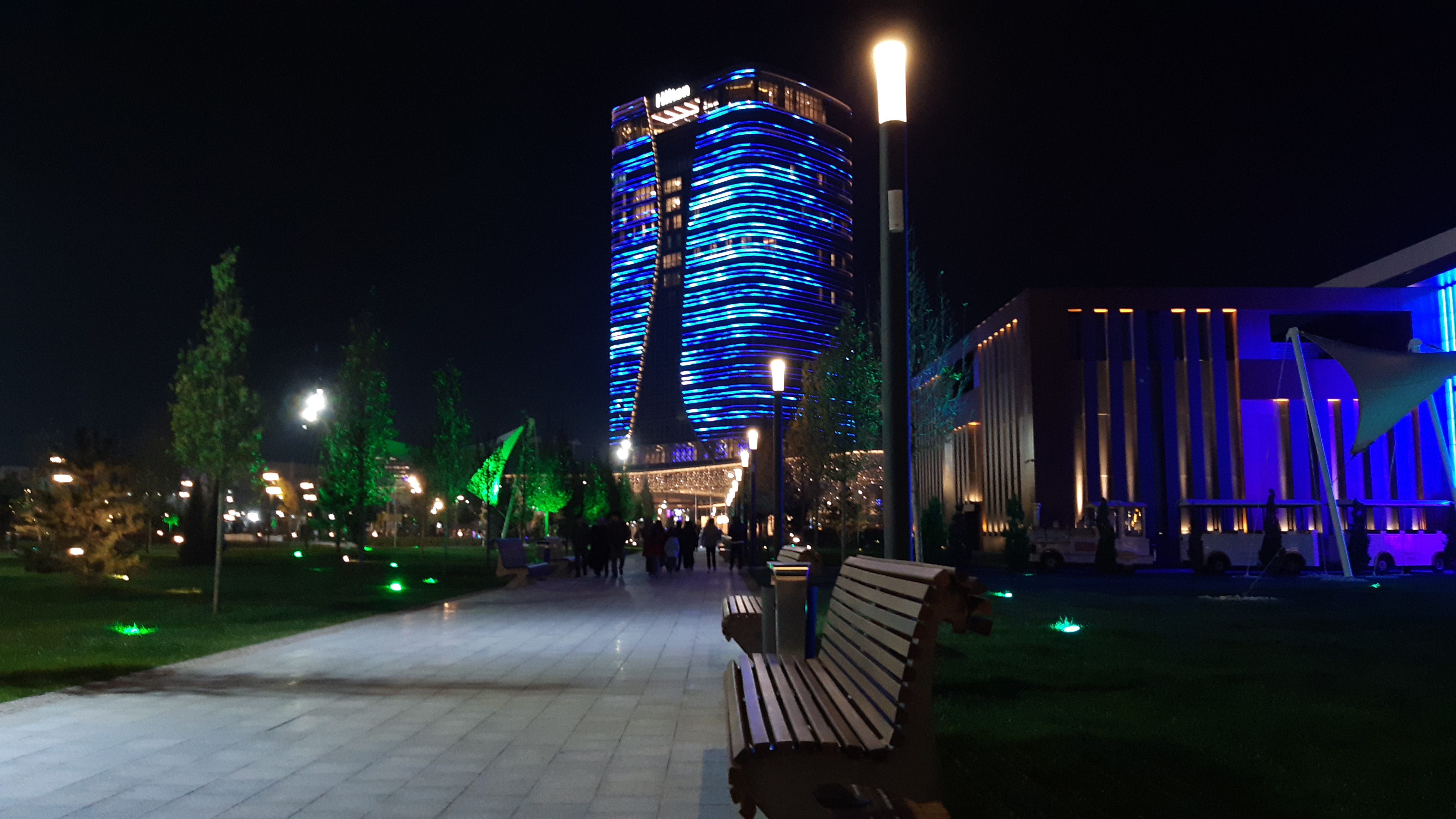
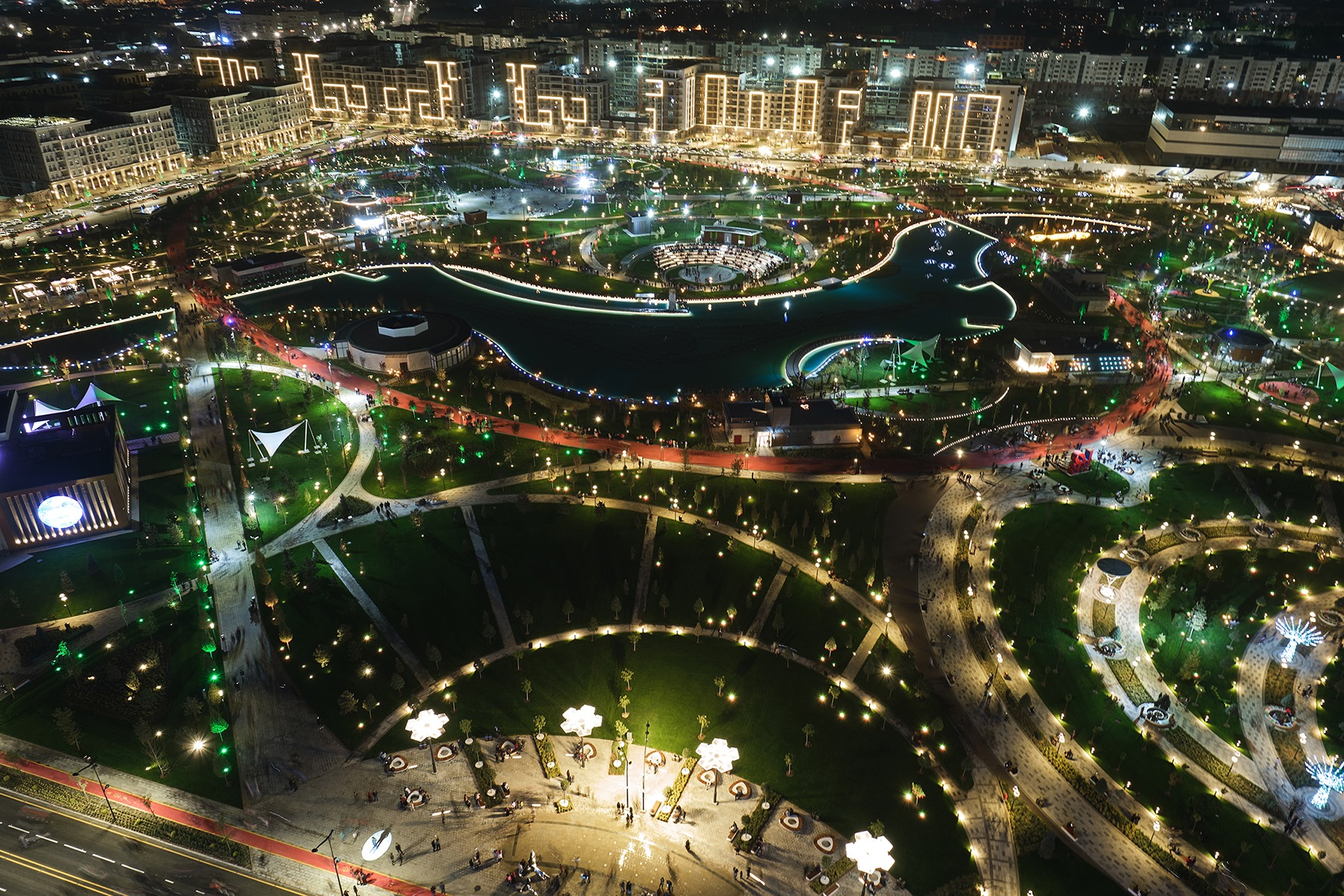
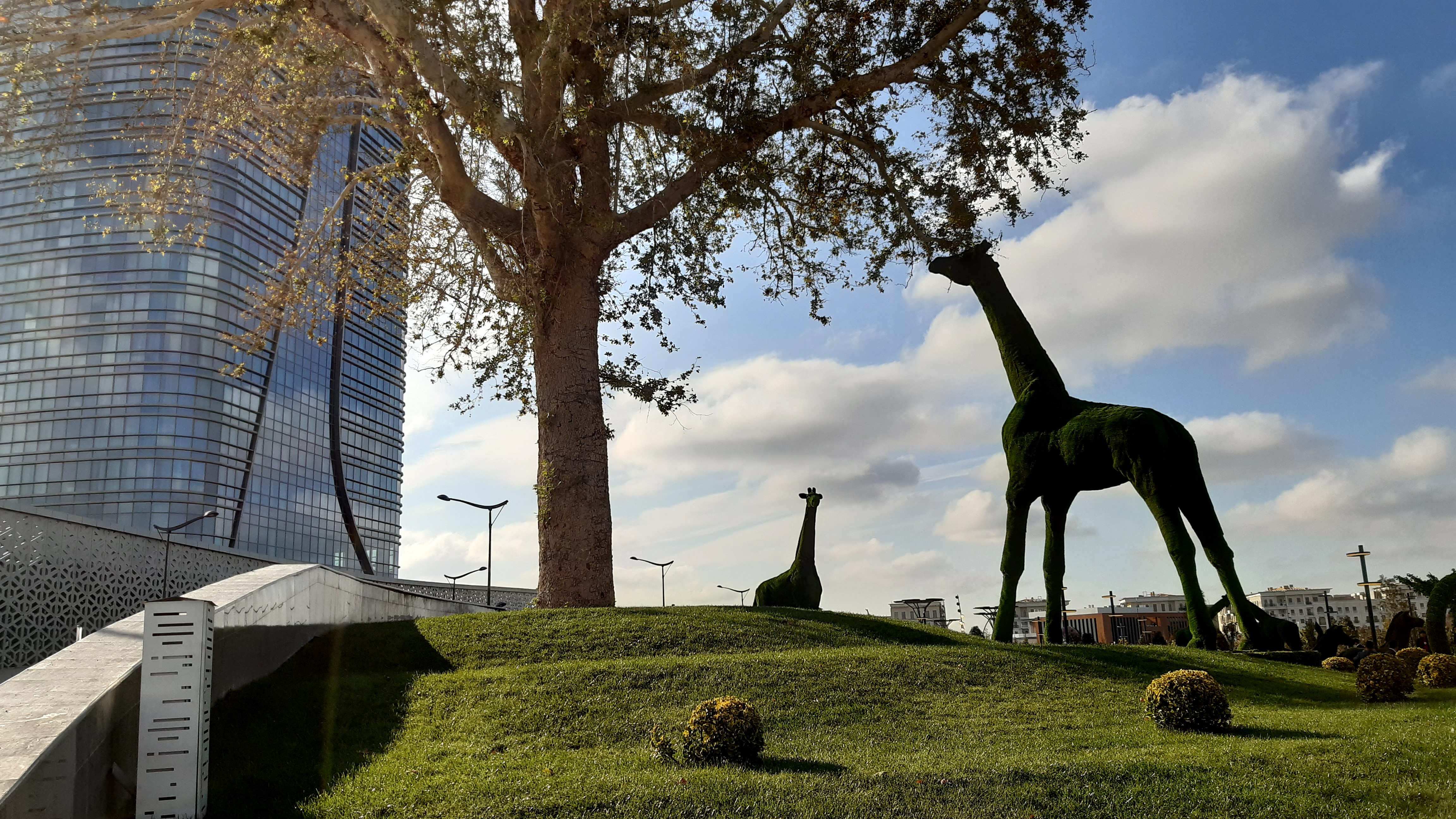
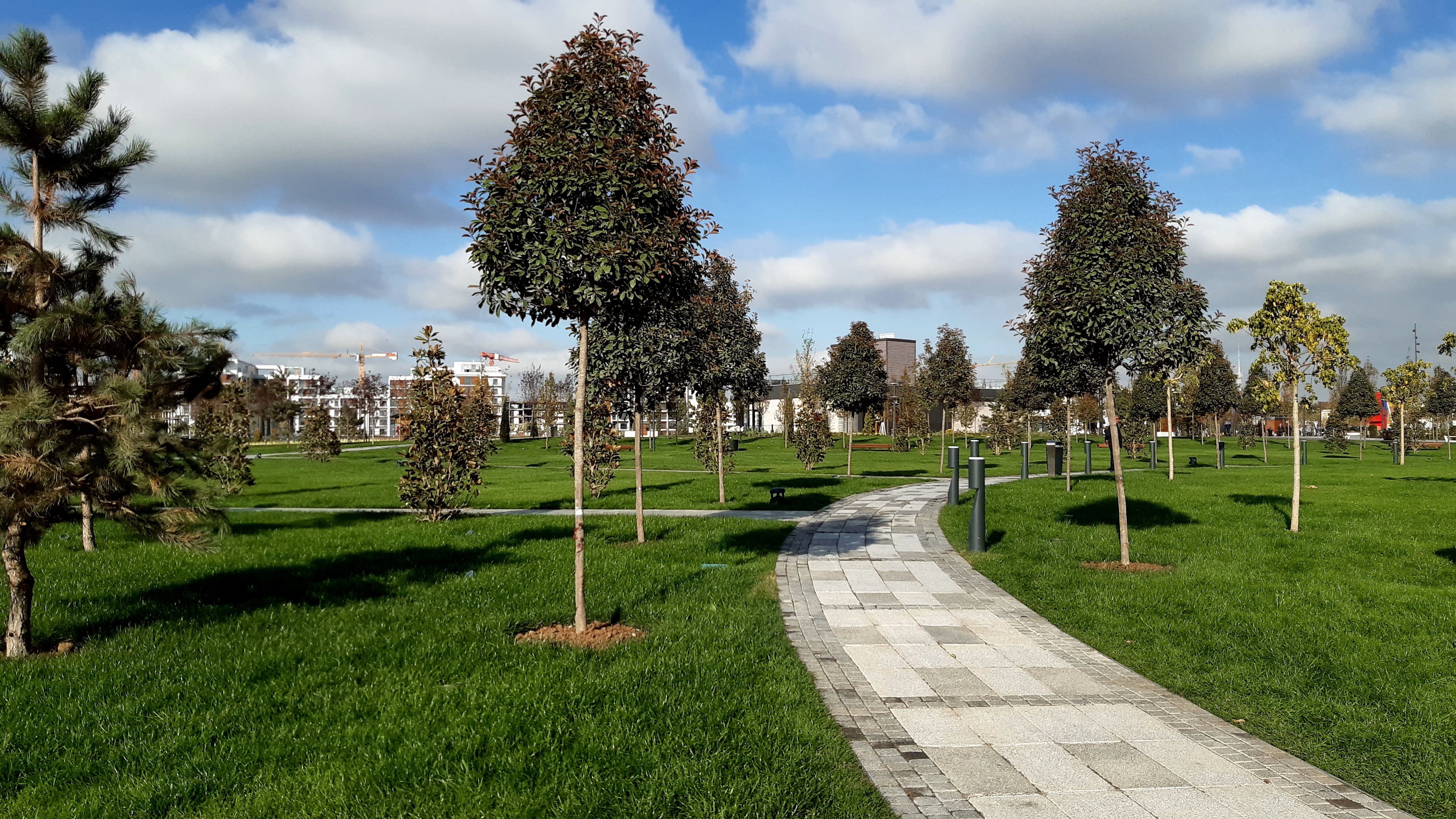
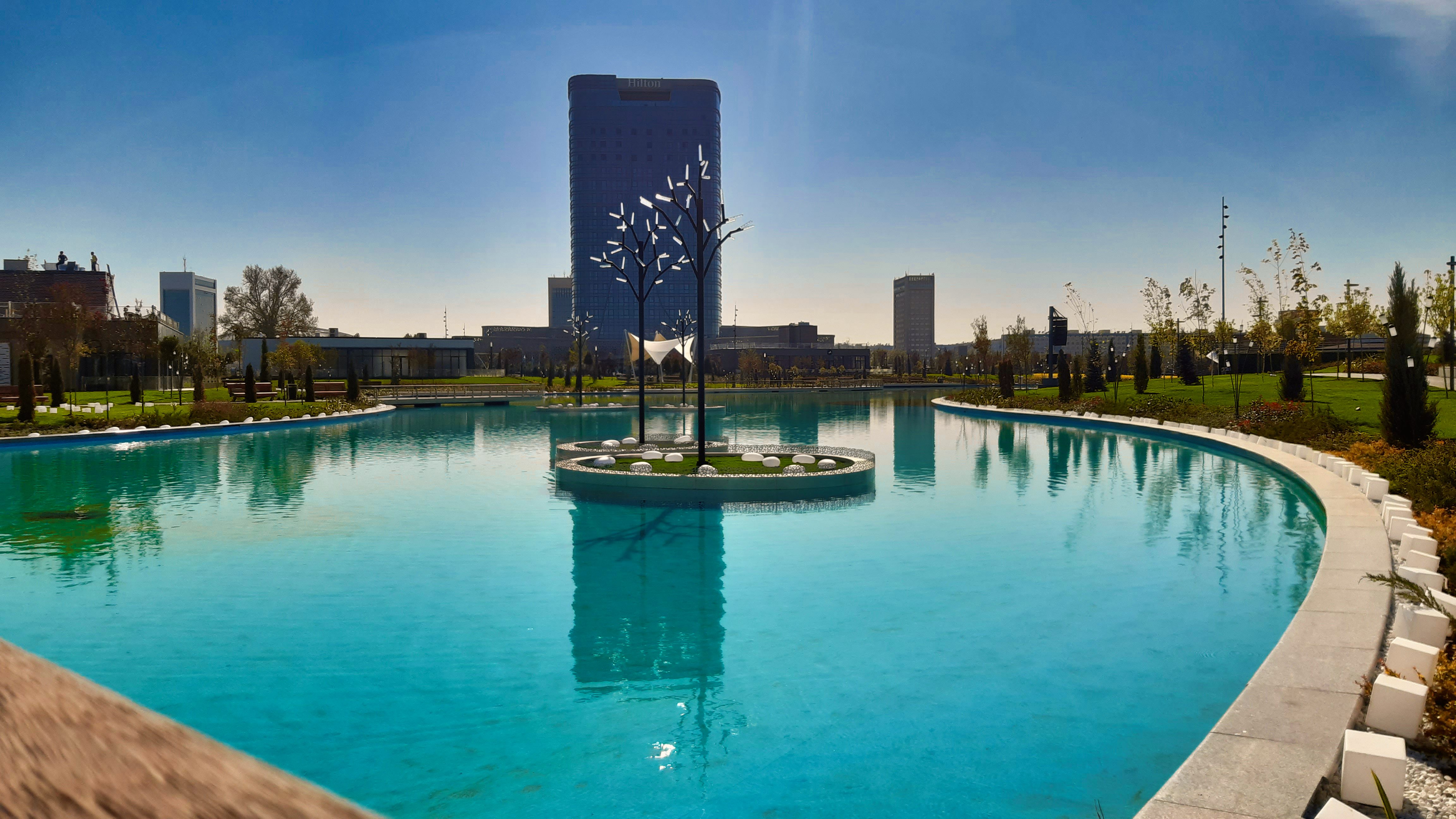
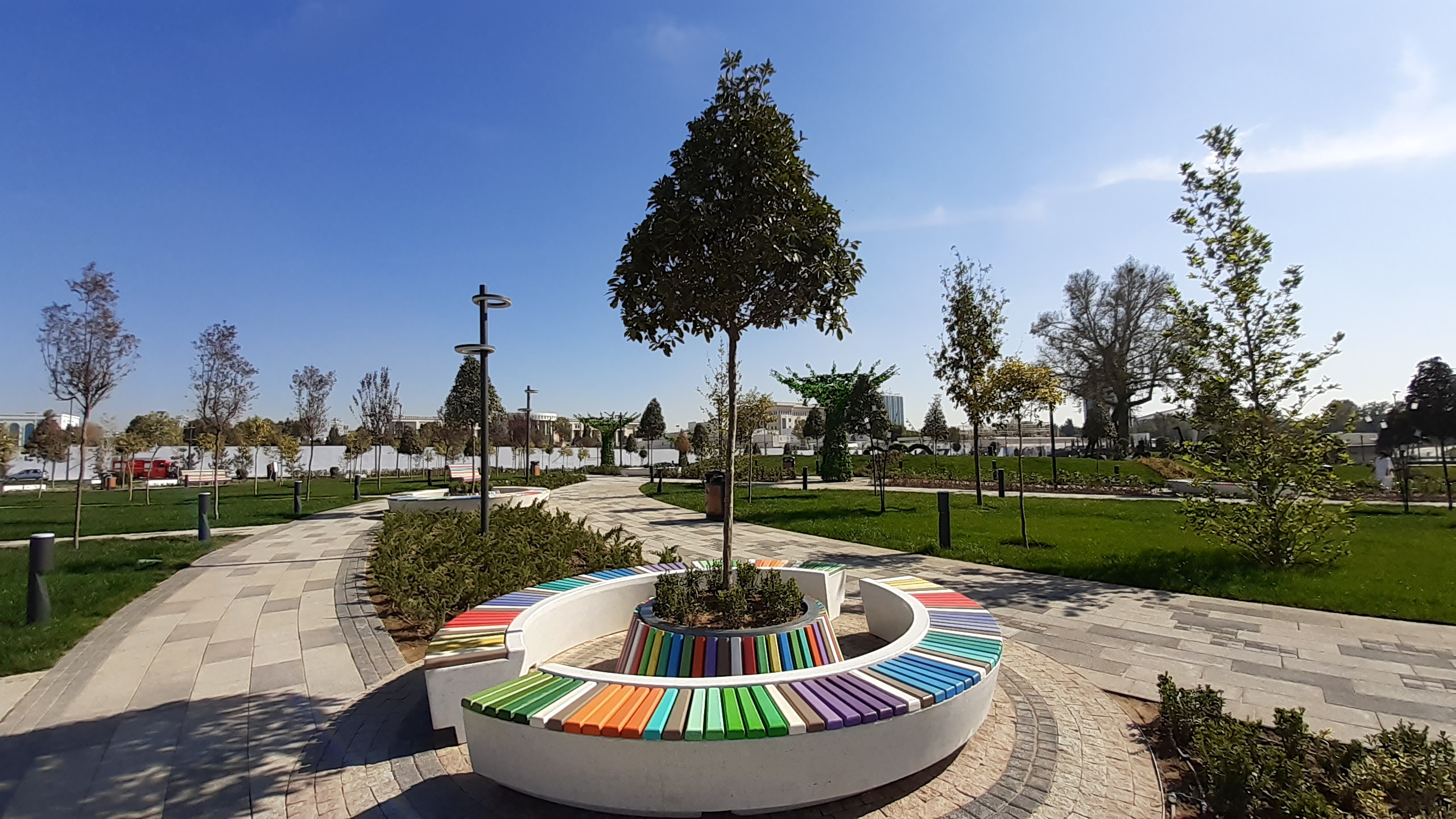